# 墨尔多山镇
墨尔多山镇，是中华人民共和国四川省甘孜藏族自治州丹巴县下辖的一个乡镇级行政单位。

## 行政区划
墨尔多山镇下辖以下地区：
八科村、上纳顶村、中纳顶村、下纳顶村、岭垄村、基卡依村、岳扎街村、岳扎坝、红五月村、卡桠桥村、前进村、科尔金、斯交村、克格依村、波色龙村、罕额依村、呷仁依村。